# Philip Herbert, 5:e earl av Pembroke
Philip Herbert, 5:e earl av Pembroke, 2:e earl av Montgomery, född 1621, död den 11 december 1669, var en engelsk earl. Han ärvde de båda titlarna 1649 vid faderns, som också hette Philip Herbert, död. Han var parlamentsledamot för Wiltshire 1640 och Glamorgan 1640–1649.
1639 äktade han Penelope Naunton, dotter till sir Robert Naunton. De fick ett barn tillsammans, William, som ärvde titlarna efter hans död. 
1649, efter första hustruns död, gifte han sig med Catherine Villiers, dotter till sir William Villiers, 1:e baronet. De fick en dotter och två söner, Philip och Thomas. Båda sönerna kom senare att ärva faderns titlar. Dottern, Susan, gifte sig med John Poulett, 3:e baron Poulett.